# Siliconomas mamarios
Los siliconomas mamarios son resultado de la inyección de silicona líquida en las regiones mamarias, aplicadas por personal no médico con el fin de aumentar el volumen mamario. Las numerosas y tardías complicaciones que surgen de esta práctica indebida, constituyen un gran desafío para el médico cirujano que intenta solucionarlas.
La remoción del tejido glandular mamario afectado y la reconstrucción (inmediata o diferida), son los objetivos principales. La cirugía en esta patología es mayormente radical, quedando el plano estético en un segundo lugar. Por eso, los resultados estéticos logrados no siempre son aceptables.

## Historia
Los procedimientos para aumentar el volumen mamario han variado según las épocas. Las inyecciones de sustancias fluidas de alta densidad utilizadas con este propósito son de antigua data y tuvieron gran difusión en Europa y Oriente. Las complicaciones locales -producidas por estas sustancias- en los tejidos, hicieron que su uso fuera cada vez menor. 
En la década del ’50 y comienzos del ’60, aparece la silicona líquida, fluido de alta densidad casi inerte en los tejidos. En esa época estas infiltraciones eran realizadas por los cirujanos. Posteriormente estos métodos de inyección fueron reemplazados por la colocación de prótesis de siliconas. Fue en 1963 cuando Thomas Cronin publicó su prótesis de gel de siliconas. 
La silicona se puede encontrar bajo dos formas: líquida o en gel. La primera -a su vez- se halla como silicona médica y no médica (o industrial). La silicona líquida puede ser de diversas variedades y purezas. A fines de la década del ’60, la FDA prohibió las inyecciones de silicona líquida, y a partir de esa fecha, las inyecciones percutáneas fueron perdiendo terreno en el ámbito médico. Sin embargo, fuera de este ámbito profesional, aún pueden darse algunos casos esporádicos. 
La inyección de materiales extraños ha sido descartada -hoy día- por completo, debido a los malos resultados y a la gran cantidad de complicaciones. El término “siliconoma” lo utilizó por primera vez, N. Ben-Hur, en 1965.
Los pacientes que sufrieron inyección percutánea e intraglandular de siliconas, fundamentalmente de tipo no médico o industrial, deben recurrir a tratamientos poco alentadores, que nunca terminan por conformar al paciente ni al médico cirujano.

## Cómo se presenta y su tratamiento
El tiempo transcurrido entre la inyección del material y la aparición de las lesiones varía según los casos, y puede darse entre los 4 y los 7 años.
Habitualmente se estudia estos pacientes con mamografía, ecografía mamaria y/o resonancia magnética nuclear. En ellos se puede ver el tejido subcutáneo, la glándula mamaria y los músculos pectorales infiltrados por las siliconas.
El tratamiento consiste en resecar el tejido infiltrado, donde se observan una gran cantidad de “lagunas” de siliconas. 
Por otro lado, la relación médico-paciente, habitualmente es difícil en el primer momento, donde se plantean las opciones terapéuticas y sus posibles resultados. Luego, con las consultas posteriores y una vez realizada la intervención, esta relación mejora. Ello se debe a la aceptación del problema por parte del paciente y al entendimiento que se trata de un verdadero desafío para el cirujano plástico, con pocas posibilidades de llegar a un resultado estético satisfactorio.

## Consecuencias
Las pacientes inyectadas masivamente con siliconas líquidas no médicas consultan por las complicaciones tardías que constituyen siempre problemas de difícil solución. A ello se agrega que las pacientes generalmente exigen un resultado imposible de lograr. Existe una disconformidad con la propuesta de tratamiento resectivo y con los desalentadores posibles resultados postoperatorios. Resulta conveniente la evaluación preoperatoria realizada por otros profesionales como los psicólogos y la eventual necesidad de un tratamiento (psicoterapia).
La inyección de fluidos dentro del tejido mamario debe ser estudiada desde el punto de vista clínico y radiológico. Resulta imposible la resección total del material extraño inyectado y se observa -con frecuencia- un alto índice de complicaciones postoperatorias. El aspecto estético, quedará muchas veces relegado a un segundo plano.